# Districtul Bamberg
Districtul Bamberg este numele unui district rural (în germană: Landkreis) din regiunea administrativă Franconia Superioară, landul Bavaria, Germania.
Districtul rural Bamberg își are sediul în orașul Bamberg, care însă are statut administrativ de district urban (în germană kreisfreie Stadt), și deci nu face parte din districtul rural cu același nume.

## Orașe și comune
| orașe 1. Baunach (3.943) 2. Hallstadt (8.536) 3. Scheßlitz (7.167) 4. Schlüsselfeld (5.875) comune (târg) 1. Burgebrach (6.448) 2. Burgwindheim (1.456) 3. Buttenheim (3.271) 4. Ebrach (1.878) 5. Heiligenstadt i.OFr. (3.713) 6. Hirschaid (11.450) 7. Rattelsdorf (4.548) 8. Zapfendorf (5.062) | comune 1. Altendorf (2.024) 2. Bischberg (5.899) 3. Breitengüßbach (4.659) 4. Frensdorf (4.786) 5. Gerach (996) 6. Gundelsheim (3.234) 7. Kemmern (2.573) 8. Königsfeld (1.368) 9. Lauter (1.123) 10. Lisberg (1.771) 11. Litzendorf (6.179) 12. Memmelsdorf (8.941) 13. Oberhaid (4.712) 14. Pettstadt (1.966) 15. Pommersfelden (2.902) 16. Priesendorf (1.519) 17. Reckendorf (1.984) 18. Schönbrunn i.Steigerwald (1.945) 19. Stadelhofen (1.261) 20. Stegaurach (6.764) 21. Strullendorf (7.823) 22. Viereth-Trunstadt (3.723) 23. Walsdorf (2.613) 24. Wattendorf (707) |